# Lygosoma bowringii
Espèce
Synonymes
- Eumeces bowringii Günther, 1864
- Euprepes punctatolineatus Peters, 1871
- Lygosoma comotti Boulenger, 1887
- Lygosoma whiteheadi Mocquard, 1890

Lygosoma bowringii est une espèce de sauriens de la famille des Scincidae.

## Répartition
Cette espèce se rencontre :
- aux Philippines dans l'archipel de Sulu ;
- en Indonésie à Java, à Sulawesi et au Kalimantan ;
- à Singapour ;
- en Malaisie péninsulaire ;
- en Inde dans les îles Andaman ;
- en Thaïlande ;
- en Birmanie ;
- au Laos ;
- au Cambodge ;
- au Viêt Nam ;
- à Hong Kong en République populaire de Chine.

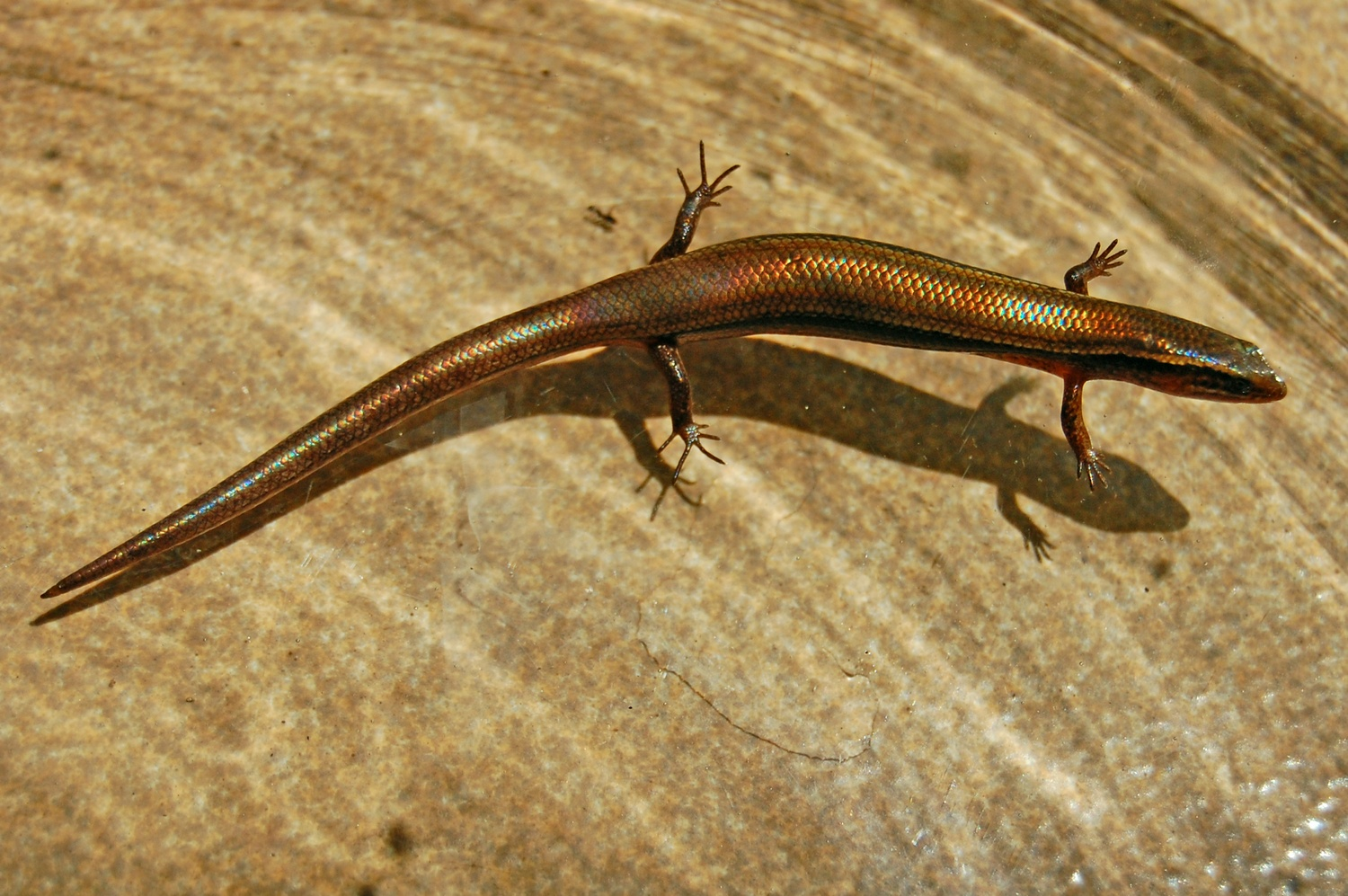

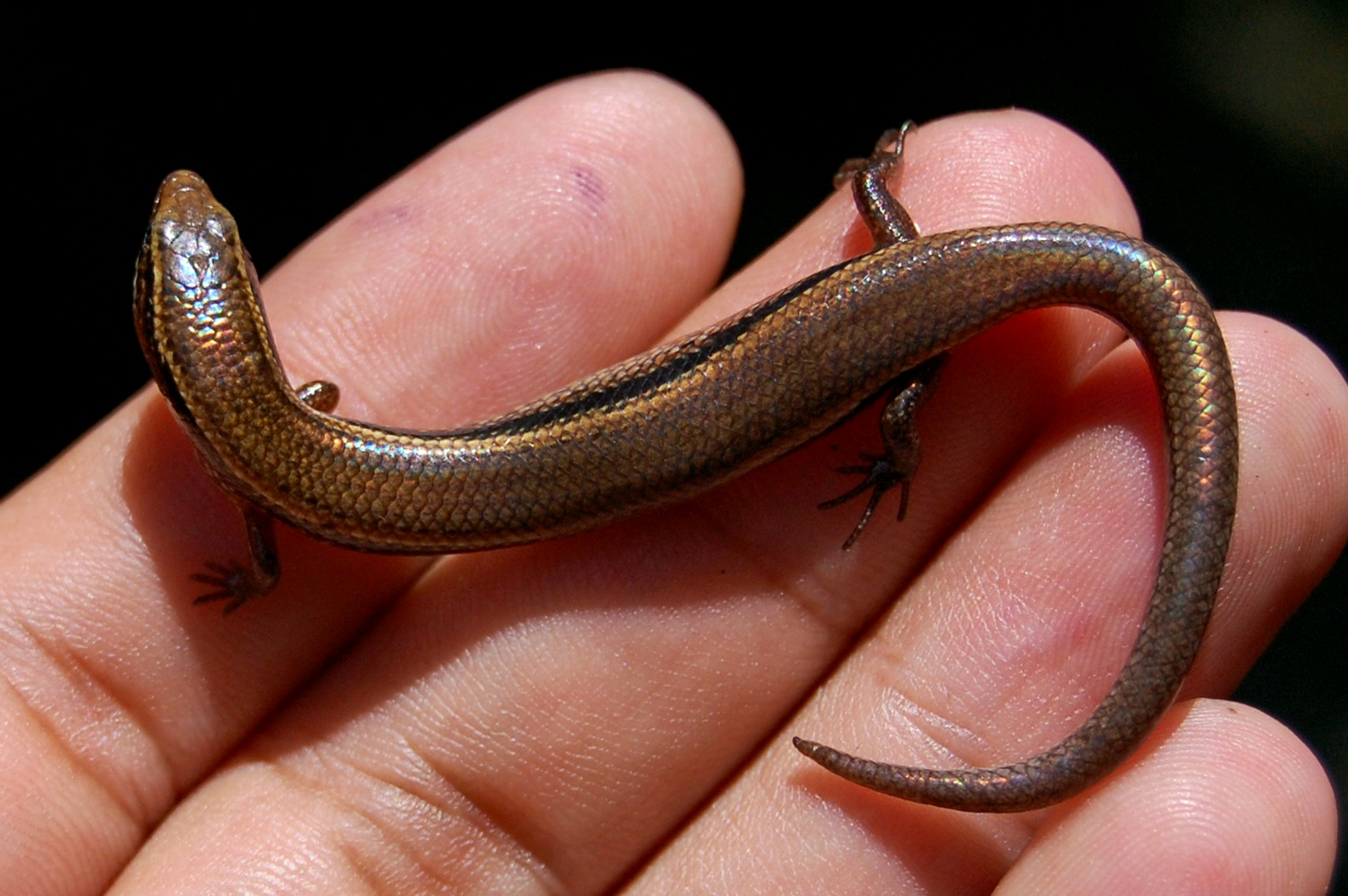

## Étymologie
Cette espèce est nommée en l'honneur de John Charles Bowring (1820-1893).

## Publication originale
- Günther, 1864 : The reptiles of British India, London, Taylor & Francis, p. 1-452 (texte intégral).